# مایکل داوسون
مایکل داوسون(به انگلیسی: Michael Dawson) زادهٔ ۱۸ نوامبر ۱۹۸۳در انگلستان است و تاکنون در تیمهای ناتینگهام فارست، تاتنهام بازی کرده‌است و تاکنون ۴ بازی ملی هم برای تیم ملی فوتبال انگلستان انجام داده‌است. .